# A Bosco léghajó kalandjai
A Bosco léghajó kalandjai vagy Kalandok a Bosco léghajón (ボスコ アドベンチャ; Bosco Adventure / Boszuko Adobencsá; Hepburn: Bosuko Adobenchā; alternatív címén Bosco daibóken) japán animesorozat, amelyet a Nippon Animation készített és Tony Wolf olasz író Storie del Bosco és más művei ihlettek. Japánban 2003. július 25-én DVD-n is megjelent. Magyarországon a Tower Video adta ki 9 VHS kazettán az első 18 epizódot 1994-ben, illetve az Msat csatorna vetítette mind a 26 részt az 1990-es évek második felében.

## Cselekmény
A Vizek Országát elfoglalta a gonosz Skorpió nagyúr és Pirospozsgás hercegnőt  elraboltatta Csuklyással és embereivel és fogva tartják a Skorpió léghajó fedélzetén. A hercegnő megpróbál megszökni, azonban csak mechanikus madarát, Csőrit sikerül elküldeni segítségért. Csőri viharba keveredik, elromlik és épp Boscofalvában ér földet. Tutti, a teknős megjavítja, így Csőri segítséget kérhet a falu lakóitól. Tutti, Breki, a levelibéka és Nyesi, a nyest a Tutti által épített Bosco léghajóval a Skorpió után erednek és kiszabadítják Pozsgást. Pozsgás elmondja, hogy az elkövetkező napfogyatkozásig el kell foglalnia a Vizek Országának trónját, különben a gonosz lesz úrrá a Földön. Pozsgáséknak kezdetben Csuklyás és embereinek ármánykodásain kell átküzdeni magukat, akik egyfolytában üldözik őket a Skorpióval. A sorozat második felében egy sokkal veszélyesebb ellenfél, Dámia is színre lép, aki egy egész hadsereg felett parancsol. Végül eljutnak a Vizek Országába, ahol Skorpió nagyúr felfedi előttük igazi kilétét és céljait, de Pozsgásnak az utolsó pillanatban sikerül elfoglalni a trónt. Ennek következtében azonban eggyé válik a vízzel, megvédve azt minden gonosztól, s a mindenhonnan feltörő víz elpusztítja Skorpiót.

## Szereplők

### Főszereplők
Pirospozsgás (アプリコット ひめ; Apricot hime / Apurikotto hime)
Szinkronhangja: Minagucsi Júko  (japán), Kiss Erika (magyar)
Pirospozsgás a Vizek Országának kedves, barátságos, tündeszerű megjelenésű hercegnője. Szüleit Skorpió nagyúr ölte meg, aki megszállta a Vizek Országát. Feladata, hogy teljes napfogyatkozás előtt visszatérjen országába és elfoglalja a trónt. Pozsgás önzetlen, mindenkin segíteni akar, emiatt többször kerül veszélybe útja során. A Bosco fedélzetén Breki, Tutti, Nyesi és később Endre segítségével jut vissza az országba és győzi le a gonoszt. A sorozat előrehaladtával Pozsgás Brekivel való kapcsolata eltérően alakul, mint a többi szereplővel, romantikus elemek is megjelennek.
Breki (フローク; Frog / Furóku; Hepburn: Furōku)
Szinkronhangja: Nakahara Sigeru  (japán), Boros Zoltán, Galambos Péter (7–12. rész) (magyar)
Breki egy levelibéka, Boscofalva bátor, erős, kalandvágyó és okos lakója. A Bosco csapatának vezetője, Tutty és Nyesi jó barátja. Gyakran kerül konfliktusba Tuttival, mikor ellenkező véleményen vannak, ekkor egyedül Pozsgás tudja lecsillapítani a kedélyeket. Általában a környező terület feltérképezésével foglalatoskodik a Boscón. A sorozat előrehaladtával erős érzelmeket kezd táplálni Pozsgás iránt.
Tutti (タッティ; Tutty / Tatti)
Szinkronhangja: Isimaru Hiroja  (japán), Kassai Károly (magyar)
Tutti egy teknős, Boscofalva intelligens, ügyes, jó műszaki érzékkel rendelkező lakója, a Bosco léghajó építője. Gyakran kerül összetűzésbe Brekivel, de kiváló ötletei és az általa épített eszközök mindig kihúzzák a bajból a csapatot.
Nyesi (オッター; Otter / Ottá; Hepburn: Ottā)
Szinkronhangja: Jamadera Kóicsi  (japán), Fekete Zoltán, Bartucz Attila (magyar)
Nyesi egy nyest, Boscofalva kissé bátortalan és félénk lakója, de mindig tudja, hogy lehet segítségére a Bosco csapatának. Ő a Bosco mérnöke, emellett felelős a léghajót működtető tűz táplálásáért. Jó szakács.
Endre (エンダー; Ender / Endá; Hepburn: Endā)
Szinkronhangja: Mijaucsi Kóhei  (japán), Pusztaszeri Kornél (magyar)
Endre egy nemes ember a Vizek Országából, ő viszi az üzenetet Pozsgásnak, melyben tájékoztatja feladatáról. Nem szíveli Pozsgás társait a Boscón, meglehetősen udvariatlan velük az elején és gyakran türelmetlen velük, ennek ellenére segíti útjukat.

### Segítők és más pozitív szereplők
Csőri (スピーク; Speak / Szupíku; Hepburn: Supīku)
Szinkronhangja: Fukudzsun Hiroko, Mizukura Kumiko  (japán), Pusztaszeri Kornél, Csík Csaba (magyar)
Pirospozsgás robotmadara, mely külsőleg egy tukánra emlékeztet, azonban inkább egy papagáj benyomását kelti, mivel ismétli a neki mondott szavakat. Az 1. részben ő kér segítséget boscofalviaktól Pozsgás számára, miután Tutti megjavította őt. Későbbi epizódokban is fontos szerepet játszik a főhősök közötti kommunikációban. Közel áll Pozsgás szívéhez.
Bagoly (アウル; Owl / Auru)
Szinkronhangja: Mijaucsi Kóhei  (japán), Juhász Tóth Frigyes (magyar)
Egy bölcs, öreg bagoly Boscofalváról. Az 1. részben játszik fontosabb szerepet, amikor Nyesi segítséget kér tőle. Később a részek végén látható rövid spin-off jelenetekben jelenik meg.
Varjú (クロウ; Crow / Kurou)
Szinkronhangja: Szató Maszaharu  (japán), Albert Gábor (magyar)
Egy humoros varjú Boscofalváról. Gyakran kikérdezi más falusiak véleményét az aktuális epizódban történtekről.
Tomi (ラビィ; Raby / Rabi)
Szinkronhangja: Vatanabe Naoko  (japán), Garai Róbert, Beratin Gábor (magyar)
Egy humoros fiú nyúl Boscofalváról. Gyakran látható együtt Sünivel. Az 1. rész után csak az epizódok végén lévő rövid spin-off jelenetekben jelenik meg.
Süni (ヘッジィー; Hedgy / Heddzsí; Hepburn: Hejjī)
Szinkronhangja: Emori Hiroko  (japán), ? (magyar)
Egy humoros sün Boscofalváról. Gyakran látható együtt Tomival. Az 1. rész után csak az epizódok végén lévő rövid spin-off jelenetekben jelenik meg.
Jenny (ジェニー; Dzsení; Hepburn: Jenī)
Szinkronhangja: Itó Miki  (japán), Sebestyén Erika (magyar)
Egy lány nyúl Boscofalváról. Tomi és Süni gyakran beszélgetnek róla, mivel tetszik Tominak. Az epizódok végén lévő rövid spin-off jelenetekben jelenik meg.
Araiguma (アライグマ)
Szinkronhangja: Honda Csieko  (japán), ? (magyar)
Egy mosómedve Boscofalváról.
Kaszaszagi (カササギ; Hepburn: Kasasagi)
Szinkronhangja: Takizava Kumiko  (japán), ? (magyar)
Óriás (きょじん; Kjodzsin; Hepburn: Kyojin)
Szinkronhangja: Góri Daiszuke  (japán), ? (magyar)
Az Óriások hegyének lakója a 2. részben.
Leon (レオン; Reon)
Szinkronhangja: Aono Takesi  (japán), Horkai János (magyar)
Az Oázis vezetője a 8. és 9. részben. Csuklyás elhiteti Leonnal, hogy ő a vizet hozó próféta és börtönbe záratja Pozsgásékat. Miután Csuklyás aljas terve lelepleződik, Leon egy térképet ad át Pozsgásnak.
Pansza (パンサ; Hepburn: Pansa)
Szinkronhangja: Szava Ricuo  (japán), ? (magyar)
Leon tanácsadója a 8. és 9. részben.
Pegazus (ユニコーン; Unicorn / Junikón; Hepburn: Yunikōn)
Szinkronhangja: Curu Hiromi  (japán), Kökényessy Ági (magyar)
Egy pegazus csikó, akit a szülei egy misztikus szigeten hagytak hátra, hogy önállóan tanulja meg a felnőtté válás első lépéseit. Először Csuklyáséknak segít, majd miután rájön, hogy átverték segít Pozsgáséknak elhagyni a szigetet. A 10. és 11. részben jelenik meg.

### Negatív szereplők
Csuklyás (フードマン; Hoodman / Fúdoman; Hepburn: Fūdoman)
Szinkronhangja: Ginga Bandzsó  (japán), Kránitz Lajos (magyar)
Csuklyás a sorozat első felének fő gonosztevője, Skorpió nagyúr csuklyás fekete ruhába öltözött zsoldosa. A Skorpió léghajó kapitánya, Jackie és Franzie főnöke. A Boscót üldözi epizódról epizódra, hogy elfogja Pozsgást és a nagyúr elé vigye, terve azonban mindig meghiúsul. A sorozat elején erősnek és félelmetesnek tűnik, azonban a történet előrehaladtával és kudarcainak és Dámia közbeavatkozásának köszönhetően egyre gondterheltebb és önostorozó szereplővé válik.
Jackie (ジャック; Jack / Dzsakku; Hepburn: Jakku)
Szinkronhangja: Hasze Szandzsi  (japán), Varga T. József, Beregi Péter, Cs. Németh Lajos (magyar)
Egy macskaszerű szolgálója Csuklyásnak, általában a Skorpió fegyvereit (katapultok, bombák) kezeli és támadja a Boscót.
Franzie (フランツ; Franz / Furancu; Hepburn: Furantsu)
Szinkronhangja: Ogata Kenicsi  (japán), Várkonyi András, Salinger Gábor (magyar)
Egy törpszerű szolgálója Csuklyának. A Skorpiót vezeti és mindig a hasára gondol.
Dámia (ダミア; Damia)
Szinkronhangja: Josida Rihoko  (japán), Bajza Viktória (magyar)
A sorozat egyik legbenyomásosabb szereplője, egy fiatal, szép és ambiciózus nő. Skorpió nagyúr jobbkeze, aki egy magánhadsereget irányít és feltétlenül teljesít ura parancsait, mivel neki ígérte a világ felét. Csuklyás leváltására küldték ki és számtalan alkalommal hozza szorult helyzetbe Pozsgásékat a sorozat második felében. Gyakran kerül összetűzésbe Csuklyással is mivel mind a ketten magukénak akarják tudni a Pozsgás elfogásával járó tiszteletet. A sorozat végén, mikor Skorpió nagyúr lelepleződik, megtagadja szolgálatait, majd Skorpió veresége után Csuklyással és embereivel elhagyja a Vizek Országát.
Hírvivő (コウモリ; Koumori)
Szinkronhangja: Ótake Hirosi  (japán), Juhász György (magyar)
Egy denevér, aki Skorpió üzeneteit közvetíti Csuklyásnak. Többször segíti Csuklyást az ötleteivel.
Skorpió nagyúr (スコーピオン; Scorpion / Szukópion; Hepburn: Sukōpion)
Szinkronhangja: Sibata Hidekacu  (japán), Juhász Jácint, Németh Gábor (magyar)
Egy misztikus szörny, aki uralma alá hajtotta a Vizek Országát. Később fény derül, hogy egy földönkívüli rovarszerű faj vezére, melynek egyetlen célja féktelen étvágyának csillapítása a bolygók elfogyasztásával.
Hólyag (オージャ; Oja / Ódzsa; Hepburn: Ōja)
Szinkronhangja: Kató Szeizó  (japán), Kardos Gábor (magyar)
Egy nagy gyík, aki a Pozsgást elfogó törzs vezére, Csuklyás régi barátja. Legfőbb vágya az volt, hogy ehessen, emiatt Csuklyás ki akarta cserélni Pozsgást Brekire, melybe Hólyag bele is egyezett, így ő került az asztalára Pozsgás helyett. Azonban a főhősök kiszabadították így Hólyag hasa üres maradt. A 13. és 14. részben jelenik meg.

## Epizódok
| #  | Epizód címe | Első japán sugárzás | Első magyar sugárzás |
| -- | --- | ------------------- | -------------------- |
| 1  | Pirospozsgás kiszabadítása Szaravareta jószei no hime - Boszuko gó hassin! (大剣 さらわれた妖精の姫·ボスコ号発進!) | 1986. október 6.    |                      |
| 2  | Az alvó óriás Nemureru kjodzsin vo okoszuna! (眠れる巨人を起こすな!)                                               | 1986. október 13.   |                      |
| 3  | A sárkányok völgye Doragon-dani ha kiken ga ippai (ドラゴン谷は危険がいっぱい)                                     | 1986. október 20.   |                      |
| 4  | A kölyöksárkány kiszabadítása Ganbare! Kodomo Doragon (がんばれ!子供ドラゴン)                                      | 1986. október 27.   |                      |
| 5  | Ki szerzi meg a csillogó gombákat? Hikaru kinoko vo te ni irero! (光るキノコを手に入れろ!)                         | 1986. november 3.   |                      |
| 6  | Hajsza a gonoszok palotájában Dai ma kjú no deddohi-to (代魔宮のデッドヒート)                                      | 1986. november 10.  |                      |
| 7  | Tutti életveszélyben Apurikotto hime kikiippacu (アプリコット姫 危機一髪)                                          | 1986. november 17.  |                      |
| 8  | Csuklyás varázslata Fúdoman no okasi na madzsikku (フードマンのおかしなマジック)                                   | 1986. november 24.  |                      |
| 9  | A rejtélyes földalatti börtön Oasiszu no bukimi na csikaró (オアシスの不気味な地下牢)                              | 1986. december 1.   |                      |
| 10 | A hajótörés Boszuko gó kaidzsó hjóryú (ボスコ号海上漂流)                                                           | 1986. december 8.   |                      |
| 11 | A rakoncátlan egyszarvú Zúzúsí Junikón (ずうずうしいユニコーン)                                                    | 1986. december 16.  |                      |
| 12 | Hajsza a hómezőn Kootta mura vo szukue! Szecugen no daicuiszeki (凍った村を救え!·雪原の大追跡)                     | 1986. december 23.  |                      |
| 13 | Pozsgás nagy bánata Jószei Apurikotto hime no szadame (ようせいアプリコットひめのさだめ)                           | 1986. december 30.  |                      |
| 14 | Szökés a gyíkok sziklapalotájából Tokagedzsiro - Apuri kjúsucu szakuszen (トカゲ城アプリ救出作戦)                  | 1987. január 5.     |                      |
| 15 | Dámia csapdája Ucusiki van szacu ha Damia tódzsiau (うつしきわんさつしゃダミアとうじょう)                          | 1987. január 12.    |                      |
| 16 | Küzdelem Dámia szoborerdejében Nemuri no mori no daikonszen (ねむりのもりのだいこんせん)                           | 1987. január 19.    |                      |
| 17 | Áruló a fedélzeten Nisze mono ha dare da? (ニセはダレダ?)                                                          | 1987. január 26.    |                      |
| 18 | Tengeralattjárók ütközete Kotei no szenszui kan dai szenszó (こていのせんすいかんだいせんそう)                     | 1987. február 2.    |                      |
| 19 | A kiszáradt város Nazo no mizu nasi ókoku (なぞのみずなしおうこく)                                                 | 1987. február 9.    |                      |
| 20 | Harc a vízért Mizu mizu daiszenszó (みず·ミズ·大戦争)                                                              | 1987. február 16.   |                      |
| 21 | A királylány másként dönt Apurikotto no kecui (アプリコットの決意)                                                 | 1987. február 25.   |                      |
| 22 | Szívtelen fogadtatás Korejuku ókjú - Boszuko gó daiha! (枯れゆく王宮 ボスコ号大破!)                                | 1987. március 2.    |                      |
| 23 | A fekete vihar Kuroi szutómu no kjófu (黒いストームの恐怖)                                                         | 1987. március 9.    |                      |
| 24 | Találkozás a nagyfőnökkel Ummei no nicsi akuma szukópion to no cuikecu (運命の日 悪魔スコーピオンとの対決)         | 1987. március 16.   |                      |
| 25 | A napfogyatkozás Hasire, Furoku - Taijó no jubiva no hi va kita! (走れフローク 太陽の指環の日は来た!)              | 1987. március 23.   |                      |
| 26 | Pozsgás megmenti a világot Apuri hensin - Jomigaeru ka inocsi no izumi (アプリへんしん·よみがえるかいのちのいずみ) | 1987. március 30.   |                      |

## Zene
A Bosco léghajó kalandjai háttérzenéje a színes és vidámtól a szeszélyes, nosztalgikus és érzelmesig változik. Egy bónusz DVD-lemezen megjelent a Tokimeki va Forever (ときめきはForever; Hepburn: Tokimeki wa Forever) főcímzene és a Hareta hi nimo ai vo kudaszai (はれたひにもあいをください; Hepburn: Hareta hi nimo ai wo kudasai) zárófőcímzene, amelyeket Hidaka Noriko énekelt. A lemez tartalmaz még két, az epizódok végén hallható dalt, a Kara kara makkura (カラカラまっくら) és a Bosco Adventure (ボスコアドベンチャー) címűt. Az elsőt Csuklyás, Jackie és Franzie szinkronhangjai, míg a másodikat Pirospozsgás, Breki, Tutti és Nyesi szinkronhangjai énekelték.
A magyar változatban a főcímdalt Kökényessy Ági, a zárófőcímdalt pedig Mics Ildikó énekelte.

## Fogadtatása
A sorozat az 1980-as évek végén, 1990-es évek elején rendkívüli népszerűséget élvezett számos európai országban (Bulgária, Észtország, Franciaország, Görögország, Jugoszlávia, Lengyelország, Magyarország, Németország, Olaszország, Oroszország, Spanyolország), Amerikában és számos más országban (Egyiptom, Dzsibuti, Kamerun, Izrael, Dél-Korea). Franciaországban, Olaszországban és Japánban nagy sikert aratott, az Egyesült Királyságban és az Egyesült Államokban azonban nem vált ismertté, sosem jelent meg és angol nyelvű változat sem készült.